# Balbieriškio miškas
Balbieriškio miškas este o arie protejată (sit de importanță comunitară — SCI) din Lituania întinsă pe o suprafață de 529 ha, integral pe uscat.

## Localizare
Centrul sitului Balbieriškio miškas este situat la coordonatele 54°31′42″N 23°49′10″E / 54.5283°N 23.8194°E.

## Înființare
Situl Balbieriškio miškas a fost declarat sit de importanță comunitară în mai 2009 pentru a proteja un număr necunoscut de specii din flora spontană și fauna sălbatică aflate în arealul zonei.

## Biodiversitate
Situată în ecoregiunea boreală, aria protejată conține 2 habitate naturale: Păduri fino-scandinave bogate în ierburi cu Picea abies, Păduri de stejar sau de stejar și carpen sub-atlantice și medio-europene de Carpinion betuli.
La baza desemnării sitului se află un număr nedeclarat de specii protejate.